# Michael Stephan (Archivar)

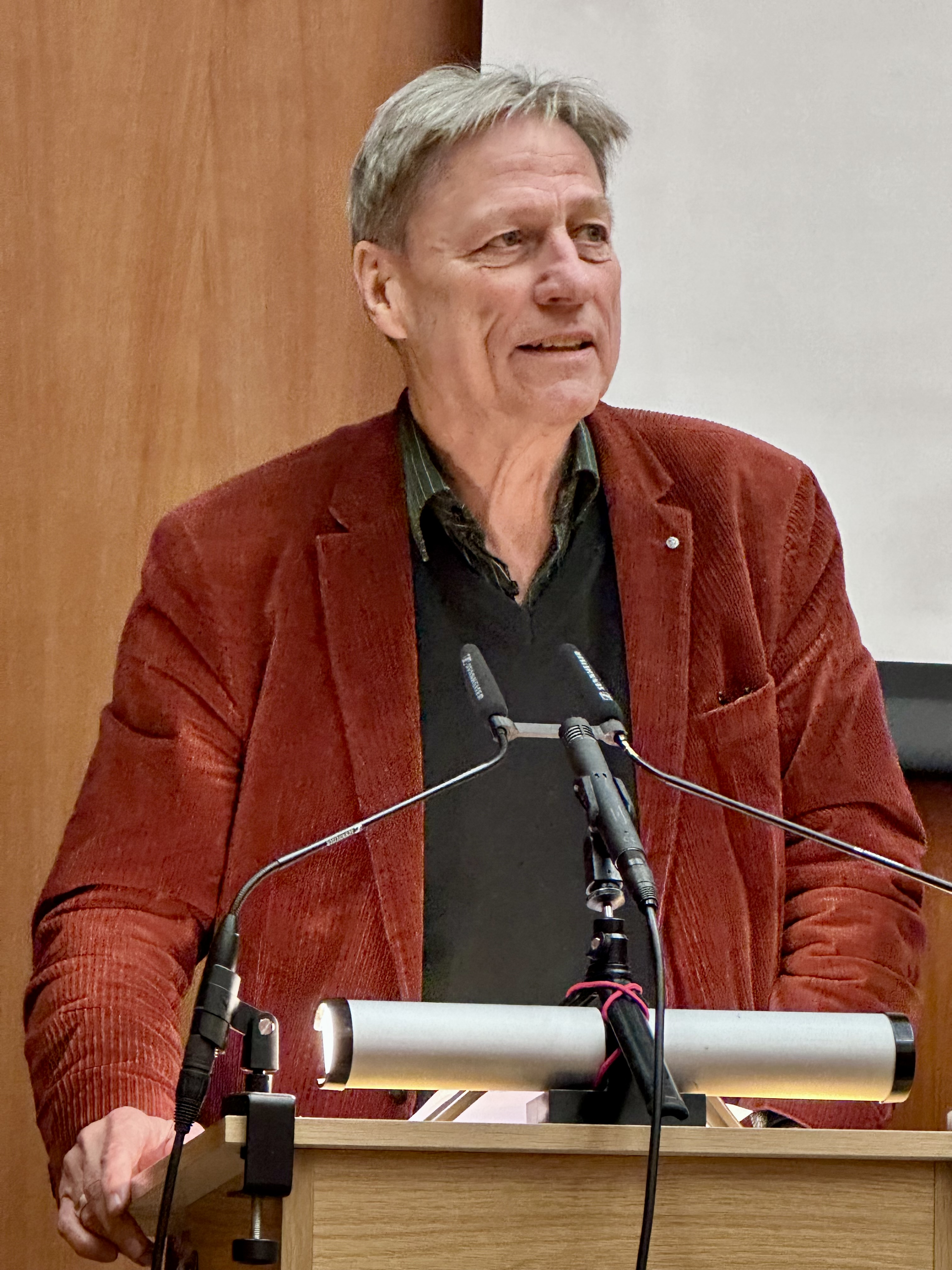
Michael Stephan (2023)

Michael Stephan (* 2. August 1954 in Stuttgart) ist ein deutscher Archivar, Historiker und war Leiter des Stadtarchivs München.

## Werdegang
Stephan besuchte das Münchner Oskar-von-Miller-Gymnasium. Das Abitur legte er 1974 am Kurt-Huber-Gymnasium in Gräfelfing ab. Von 1975 bis 1980 studierte er Deutsch/Geschichte/Sozialkunde für das Lehramt an Gymnasien an der Ludwig-Maximilians-Universität in München. Ab 1981 belegte er dort den Studiengang Promotion Geschichte (Hauptfach: Geschichtliche Hilfswissenschaften, Nebenfächer: Neuere Geschichte, Neuere deutsche Literaturgeschichte), den er 1984 mit der Promotion (Dissertation „Die Traditionen des Klosters Scheyern“) abschloss.
Nach der Referendarzeit an der Bayerischen Archivschule (1984–1987) durchlief er mehrere Stationen in den Staatlichen Archiven Bayerns, zunächst im Bayerischen Hauptstaatsarchiv (1987–1998), dann im Staatsarchiv München (1998–2003), zuletzt als Archivdirektor in der Generaldirektion der Staatlichen Archive Bayerns (2004–2008). Vom 1. Dezember 2008 bis zum 30. März 2020 leitete er das Stadtarchiv München, zuletzt als Stadtdirektor.
Stephan ist seit 2010 Erster Vorsitzender des Historischen Vereins von Oberbayern und seit 2021 Vorsitzender des Verbands bayerischer Geschichtsvereine. In dieser Funktion ist er Präsidiumsmitglied des Bayerischen Heimattages, dem neben ihm die Vorsitzenden des Bundes Naturschutz in Bayern und des Bayerischen Landesvereins für Heimatpflege angehören. Seit Mai 2022 vertritt Stephan den Bayerischen Heimattag im Medienrat bei der Bayerischen Landeszentrale für neue Medien. Seit Oktober 2022 ist er Beiratsmitglied im Gesamtverein der deutschen Geschichts- und Altertumsvereine.  Als Autor ist er seit 2008 Mitglied der Münchner Turmschreiber. und Redaktionsmitglied der Zeitschrift „Literatur in Bayern“.
Weitere Vorstandsämter übt er aus bei der Franz-Graf-von-Pocci-Gesellschaft, beim Freundeskreis des Hauses der Bayerischen Geschichte, beim Förderverein des Valentin-Karlstadt-Musäums („Saubande“) sowie im Kulturforum der Sozialdemokratie in München e.V. Er ist Mitglied im Rotary Club München-Nymphenburg, dessen Präsident er 2014/15 war.
Von 2002 bis 2008 war Stephan für die SPD Mitglied im Bezirksausschuss Schwabing-West.
Stephan war verheiratet und hat drei erwachsene Kinder.

## Forschungsschwerpunkte
Seine Forschungsschwerpunkte liegen einerseits allgemein auf der Geschichte der Stadt München, mit besonderer Berücksichtigung von Schwabing, andererseits auf Persönlichkeiten der literarischen Szene Münchens, wie Franz von Pocci und Georg Queri, dessen Werke er neu herausgegeben hat. Als Leiter des Stadtarchivs München war er u. a. Herausgeber der Reihe Zeitreise ins alte München und Mitherausgeber der Reihe Miscellanea Bavarica Monacensia.

## Schriften (Auswahl)
- Die Traditionen, Urkunden und Urbare des Klosters Scheyern 1078–1315 (Quellen und Erörterungen zur bayerischen Geschichte, hrsg. von der Kommission für bayerische Landesgeschichte bei der Bayerischen Akademie der Wissenschaften, Neue Folge, Band 36/1+2), München 1986 und 1988 [Dissertation].
- Hg.: Georg Queri 1879–1919, Journalist, Schriftsteller und Volkskundler aus Bayern – Ein Lesebuch. Buchendorfer Verlag, München 2002.
- Hg.: mit Stephan Deutinger und Karl-Ulrich Gelberg: Die Regierungspräsidenten von Oberbayern im 19. und 20. Jahrhundert, München 2005 (mit folgenden eigenen Beiträgen: Zur Geschichte der Regierung von Oberbayern seit 1808, S. 31–50. – Theodor von Zwehl. Regierungspräsident von Oberbayern 1848–1849, 1870–1875, S. 120–131. – Wilhelm von Benning. Regierungspräsident von Oberbayern 1849–1852, S. 132–139. – August Graf von Reigersberg. Regierungspräsident von Oberbayern 1852, S. 140–149. – Philipp Freiherr von Zu-Rhein. Regierungspräsident von Oberbayern 1853–1870, S. 150–157). – 2., erweiterte Auflage 2010.
- Franz von Poccis „Staatshämorrhoidarius“ und die Münchner „Fliegenden Blätter“. In: Franz von Pocci: Der Staatshämorrhoidarius. Faksimile-Nachdruck der Ausgabe von 1857 (Werkausgabe Abt. III Band 1), München 2007, S. 41–86.
- Karl (Ritter von) Müller – ein Leben zwischen München und Bozen. In: Hannes Obermair et al. (Hrsg.): Regionale Zivilgesellschaft in Bewegung – Cittadini innanzi tutto. Festschrift für / Scritti in onore di Hans Heiss. Folio-Verlag, Wien-Bozen 2012. ISBN 978-3-85256-618-4, S. 462–482.
- Der Wiederaufbau von Wirtschaft und Verwaltung [1945–1962]. In: Mit Leidenschaft für Demokratie. 120 Jahre SPD-Landtagsfraktion, hrsg. im Auftrag der SPD-Landtagsfraktion von Markus Rinderspacher unter Mitarbeit von Gudrun Rapke, München 2013, S. 94–123.
- mit Elisabeth Angermair: München im 19. Jahrhundert. Frühe Photographien 1850–1914. Schirmer Mosel, München 2013.
- mit Willibald Karl: Schwabing. Zeitreise ins alte München. Volk Verlag, München 2015.
- Wie müncherisch ist das Oktoberfest? In: Florian Dering, Ursula Eymold (Hrsg.): Das Oktoberfest 1810–2010. Offizielle Festschrift der Landeshauptstadt München, München 2010, S. 9–15.
- Hg. mit Hans-Joachim Hecker und Andreas Heusler: Stadt, Region, Migration – zum Wandel urbaner und regionaler Räume. Stadt in der Geschichte Bd. 42. Jan Thorbecke Verlag, Ostfildern 2017, mit dem eigenen Beitrag: Zwischen Türkengraben und Gleis 11. Skizzen zur Münchner Migrationsgeschichte, S. 15–40.
- Das Dreigestirn Ludwig Ganghofer, Ludwig Thoma und Georg Queri. In: Franz-Josef Rigo, Klaus Wolf (Hg.): Ludwig Thoma. Zwischen Stammtisch und Erotik, Satire und Poesie, München 2021, S. 47–66.
- Franz von Pocci – unveröffentlichte Karikaturen für die Gesellschaft „Altengland“ von 1840 bis 1876. Apelles, Starnberg 2021.
- Der Münchner Stadtbaurat Arnold von Zenetti (1824–1891). In: Archivalische Zeitschrift 99 (2022) (Festschrift für Margit Ksoll-Marcon), Zweiter Teilband, S. 1033–1054.